# Gudmund Hernes

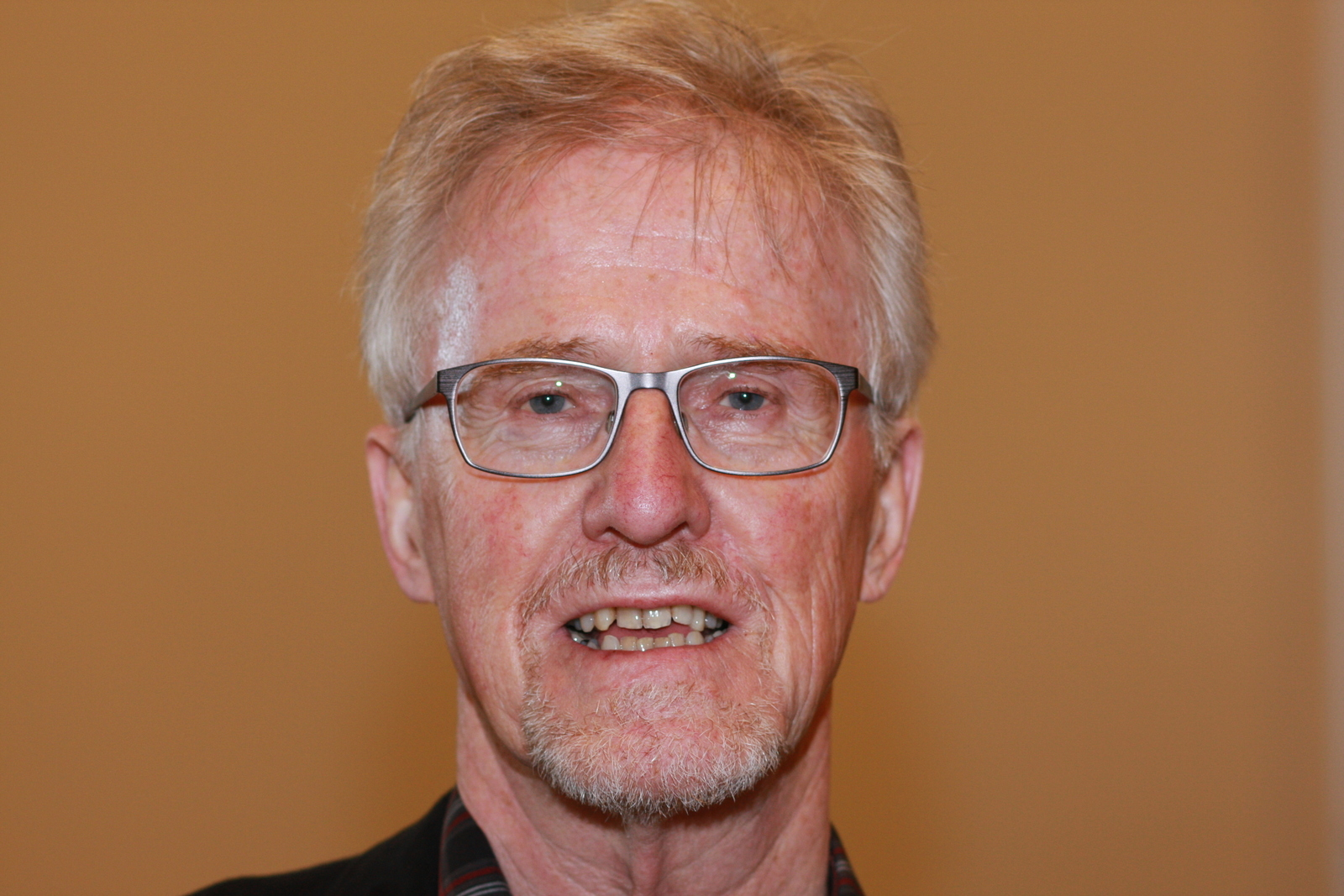
Gudmund Hernes, 2011

Gudmund Hernes (* 25. März 1941 in Trondheim) ist ein norwegischer Hochschullehrer, Soziologe und Politiker der Arbeiderpartiet (Ap). Er war von November 1990 bis Dezember 1995 Minister für Kirche, Bildung und Forschung sowie anschließend bis Oktober 1997 Gesundheitsminister seines Landes.

## Leben
Hernes wuchs in Selbu und Trondheim in einfachen Verhältnissen auf. Nach seinem Ende der Schulzeit in Trondheim studierte Hernes von 1960 bis 1961 Geschichte an der Lehrerhochschule Norges Lærerhøgskole. Es folgte ein Studium der Sozialwirtschaft und der Soziologie an der Universität Oslo. Im Jahr 1963 stand er dabei der Studentenverbindung der Arbeiderpartiet an der Universität vor. Von 1966 bis 1969 war er Stipendiat des Fulbright-Programms. Nachdem er von 1969 bis 1971 als Dozent an der Universität Bergen tätig war, promovierte er 1971 an der Johns Hopkins University im Fach Soziologie. Anschließend war er in Bergen bis 1989 als Professor tätig. Hernes gehörte der „Bergener Schule“ an, die mathematische Modelle als Basis für die Soziologie verwendete. Er leitete in den 1970er-Jahren unter anderem die bis dahin größte Untersuchung zu dem Lebensverhältnissen in Norwegen. Einen weiteren Schwerpunkt in seiner Forschung stellte die Untersuchung von Macht im modernen wirtschaftlich-politischen System.
In der Zeit vom 14. Januar 1980 bis zum 14. Oktober 1981 war Hernes Staatssekretär unter Planungsminister Per Kleppe. Der Posten war im Finanz- und Zollministerium angesiedelt. Anschließend kehrte er wieder zu seiner Stelle an der Universität Bergen zurück. Ab 1983 war er zudem Forschungsleiter am Fagbevegelsens senter for forskning, utredning og dokumentasjon (FAFO), einem Forschungszentrum des norwegischen Gewerkschaftsbundes Landsorganisasjonen i Norge (LO). Er gehörte gemeinsam mit Terje Rød-Larsen zu den Initiatoren des Zentrums. In den Jahren 1986 und 1990 hatte er eine Gastprofessur an der Harvard University inne, 1990 wurde er Hochschullehrer an der Universität Oslo.
Am 3. November 1990 wurde Hernes zum Kirchen-, Bildungs- und Forschungsminister in der neu gebildeten Regierung Brundtland III ernannt. Er blieb bis zum 22. Dezember 1995 im Amt und wechselte anschließend ins Sozial- und Gesundheitsministerium, wo er Gesundheitsminister wurde. Diesen Posten behielt Hernes auch in der Regierung Jagland, die nach Gro Harlem Brundtlands Rücktritt am 25. Oktober 1996 gebildet wurde. Gudmund Hernes blieb bis zum Abgang dieser Regierung am 17. Oktober 1997 Gesundheitsminister.
Anschließend wurde Hernes Projektleiter in der Lobbyorganisation Norsk Investorforum. 1999 übernahm er den Posten als Direktor des Instituts für Bildungsplanung der UNESCO.

## Privates
Von 1969 bis 1978 war er mit der deutsch-norwegischen Politologin, Diplomatin und Politikerin Helga Hernes verheiratet.

## Auszeichnungen
- 1982: Ehrendoktor an der Universität Umeå
- 1989: Mitglied der Norwegischen Akademie der Wissenschaften

## Werke (Auswahl)
- 1965: Strategi for sosialisme (mit Einar Førde)
- 1971: Interest, influence and cooperation. A study of the Norwegian Parliament
- 1975: Makt og avmakt
- 1977: Dynamikk i borehullene (mit Arne Selvik)
- 1978: Forhandlingsøkonomi og blandingsadministrasjon
- 1982: Klassestruktur og klasseskiller (mit Tom Colbjørnes und Knud Knudsen)
- 1983: Makt og styring
- 1984: Økonomisk organisering
- 1986: Mikromat